# Parectopa capnias
Parectopa capnias är en fjärilsart som beskrevs av Edward Meyrick 1908. Parectopa capnias ingår i släktet Parectopa och familjen styltmalar.
Artens utbredningsområde är Sri Lanka. Inga underarter finns listade i Catalogue of Life.